# 陈见真
陈见真大主教（1894年—1969年），号宗恕，江苏扬州人，中华圣公会皖贛教區副主教、主教院主席(主席主教)。

## 生平
1914年就读于武昌文华大学。曾任安徽圣公会芜湖、铜陵和安庆等地圣公会教堂，如芜湖圣雅各堂、圣爱堂、圣马可堂牧师。1929-1932年就读于美国费城宾夕法尼亚大学神学院，获文学硕士学位。1947年获该院荣誉神学博士学位。1940年11月，陈见真成为中华圣公会皖赣教区副主教。为中华圣公会3位华人主教之一。
1949年葛兴仁主教返回美国，陈见真代理主教职务。以后，任中华圣公会主教院主席。驻上海主持中华圣公会工作。1951年到北京参加全国基督教会议，在会上控诉原中华圣公会中央办事处总干事朱友渔。此后担任中国基督教三自爱国运动委员会第一、二届副主席。1955年担任上海市基督教三自爱国运动委员会第一届主席。（1956年，谢永钦当选上海市三自主席）。
文化大革命期间，陈见真遭到批斗，1969年去世。1979年以后，受到平反。